# Rhabdotina phoenicias
Rhabdotina phoenicias là một loài bướm đêm trong họ Noctuidae.